# Erlebnis Burgbau Friesach

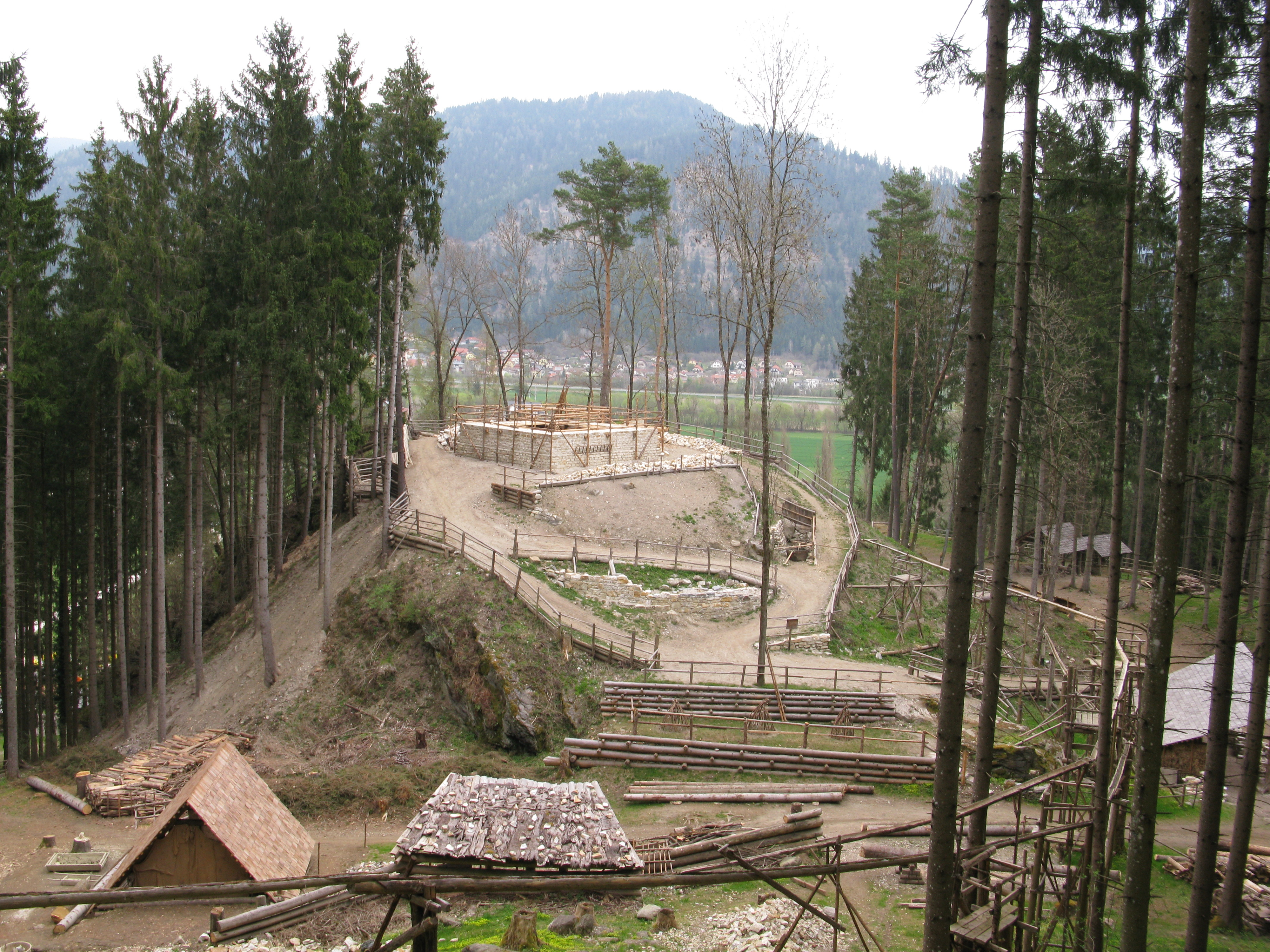
Oberer Teil der Burgbaustelle, Frühjahr 2015

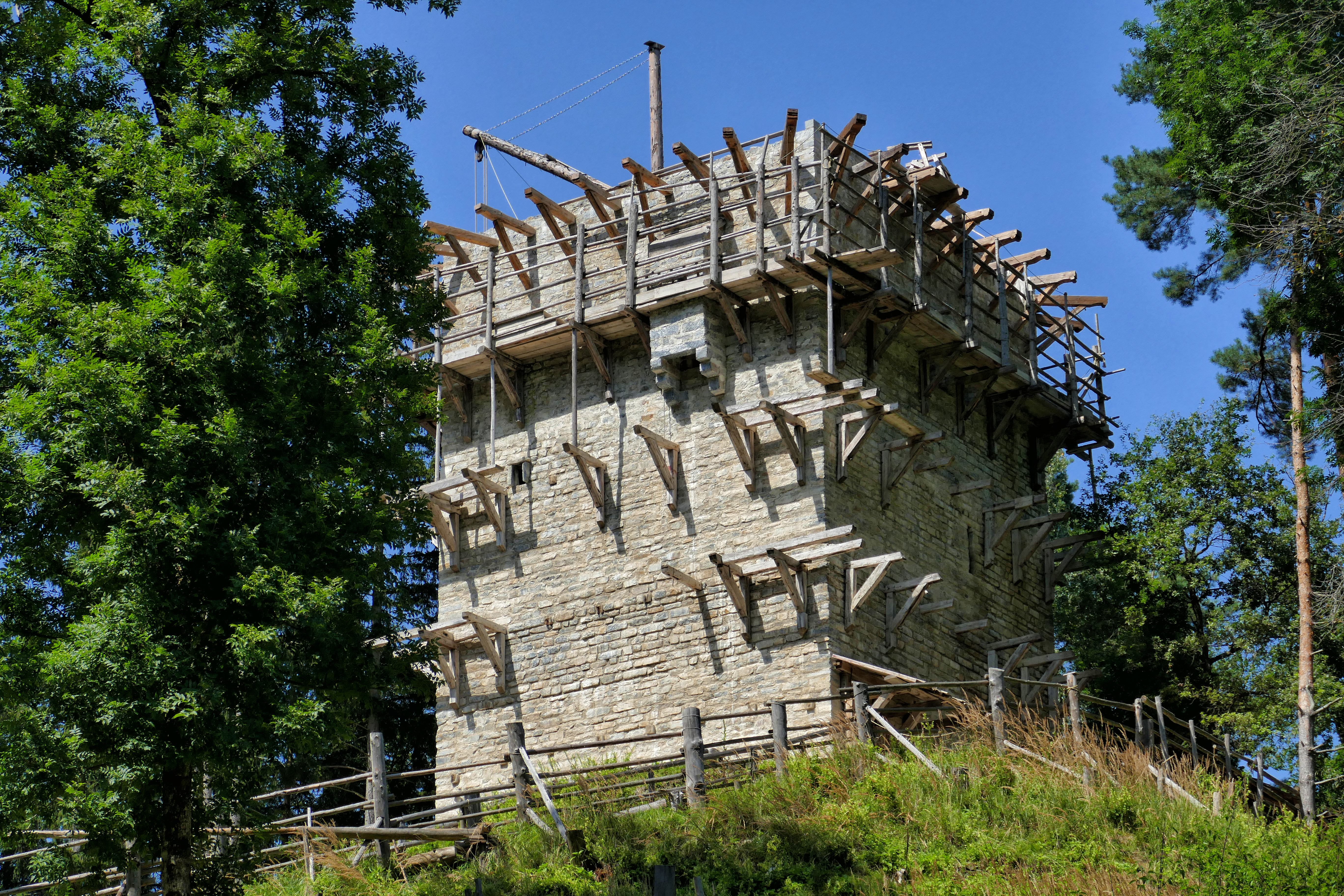
August 2023

Erlebnis Burgbau Friesach ist ein Burgbauprojekt auf dem Gebiet der österreichischen Stadtgemeinde Friesach. Das Projekt versteht sich als Labor für „Experimentalgeschichte“. Dabei wird nach den Ansätzen der Experimentellen Archäologie gearbeitet, wobei ausschließlich mittelalterliche Bautechniken zum Einsatz kommen. Der Baubetrieb läuft seit 2009.

## Die Baustelle
Das Areal des Burgbauprojektes liegt innerhalb der Stadtgrenzen von Friesach und umfasst insgesamt ca. 4000 m². Die Baustelle besteht aus mehreren Werkhütten, Unterständen, befestigten Wegen sowie einer hölzernen Wasserleitung und Baugerüsten. Unter den Gewerken befinden sich eine Schmiede, eine Zimmerei, ein Sägeplatz, ein Steinbruch mit Kran, eine Steinmetzhütte, eine Behaustelle, ein Mörtelmischplatz, ein Kalkofen, eine Korbflechterei und ein Brotbackofen. Das Baumaterial wird dabei mit Hilfe von Zugpferden (Noriker) und Pferdewägen transportiert. Für den Arbeitsprozess wird keinerlei maschinelle Hilfe verwendet; er wird alleinig mit mittelalterlichen Methoden und Werkzeugen durchgeführt.
Als Bauzeit werden mindestens 30 Jahre veranschlagt.

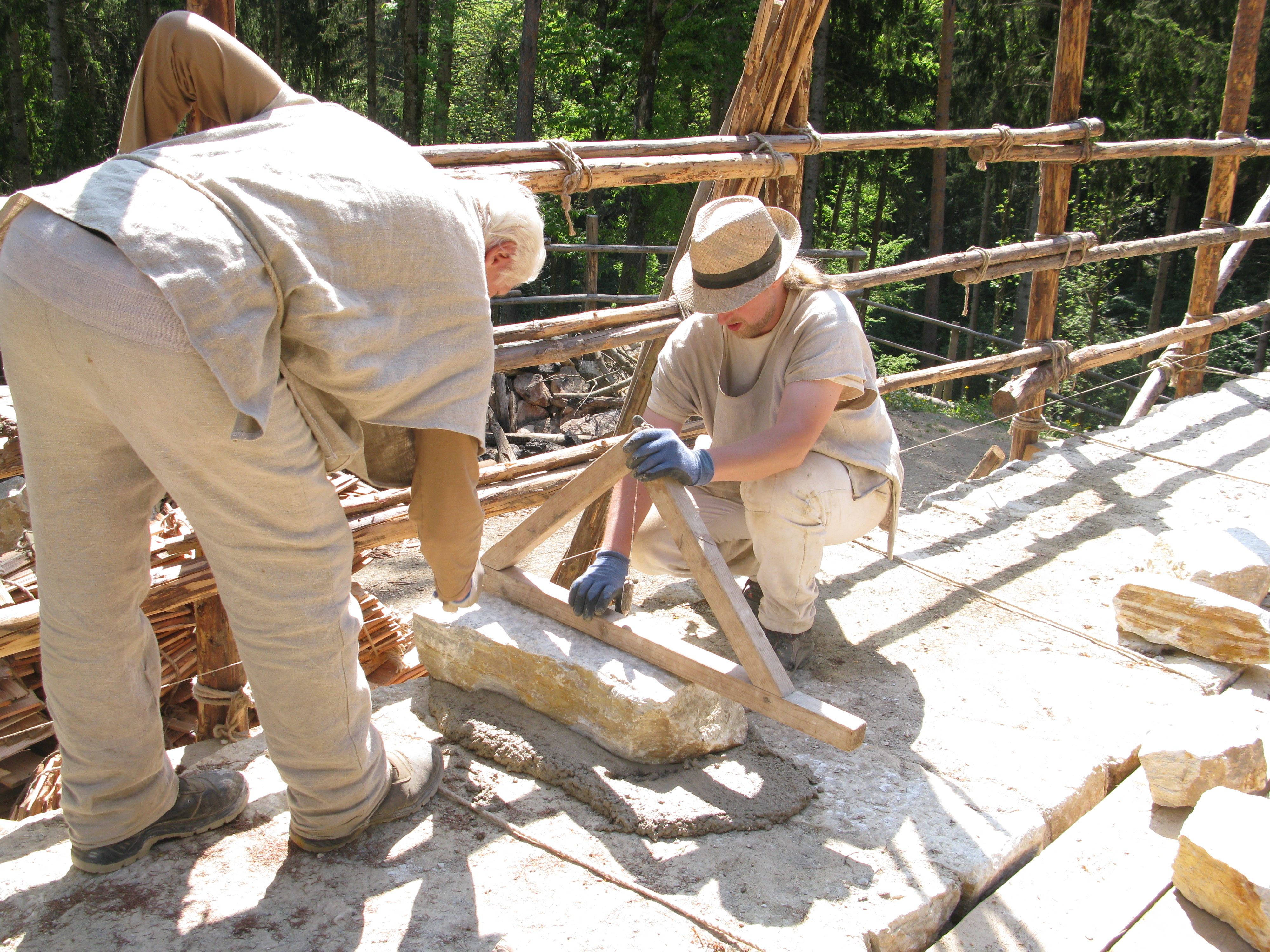
Maurer mit Setzwaage beim Einsetzen eines Steines in den romanischen Wohnturm.
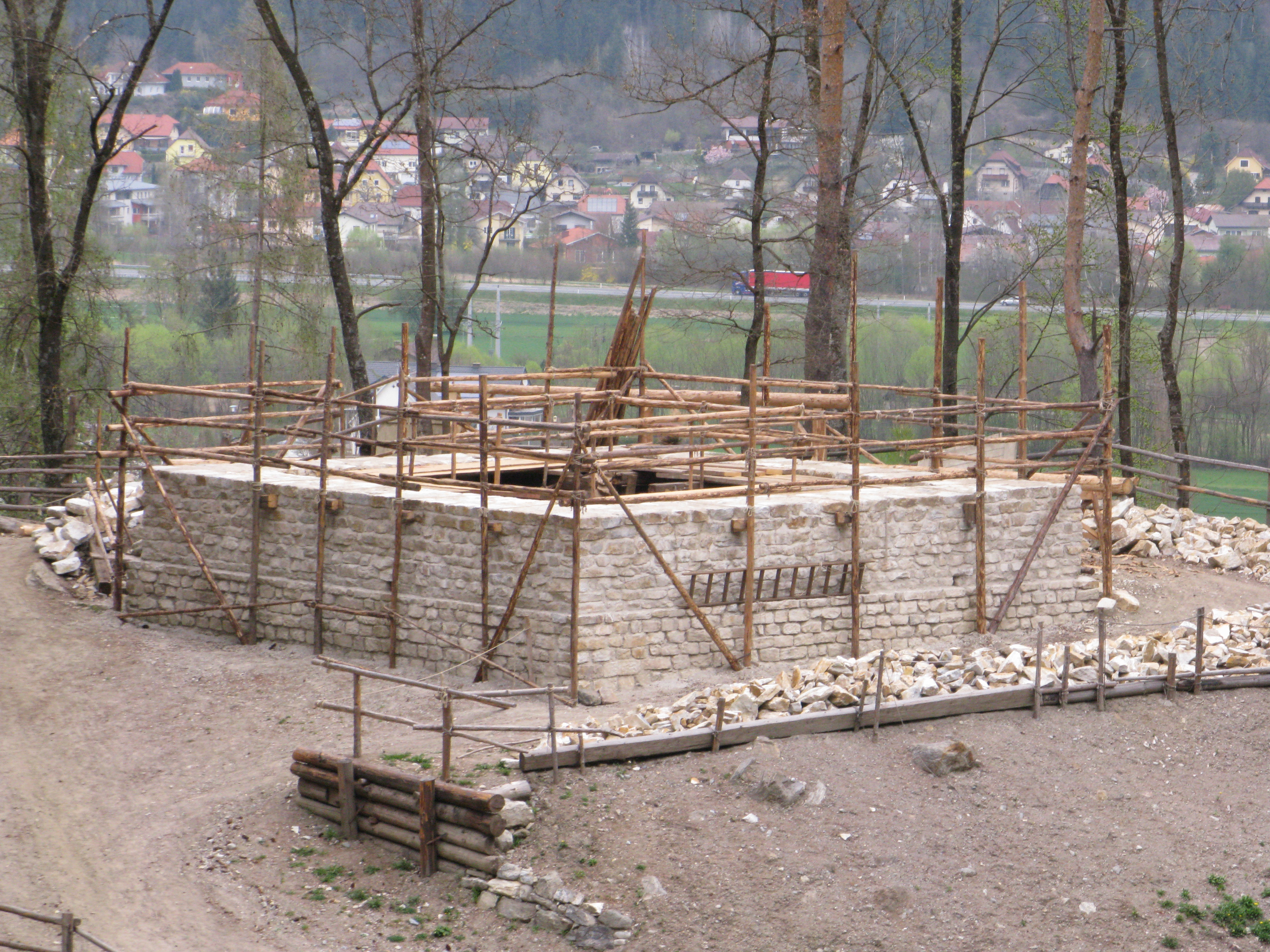
Der romanische Wohnturm der Burg „Siegfriedstein“ im Detail, Frühjahr 2015.
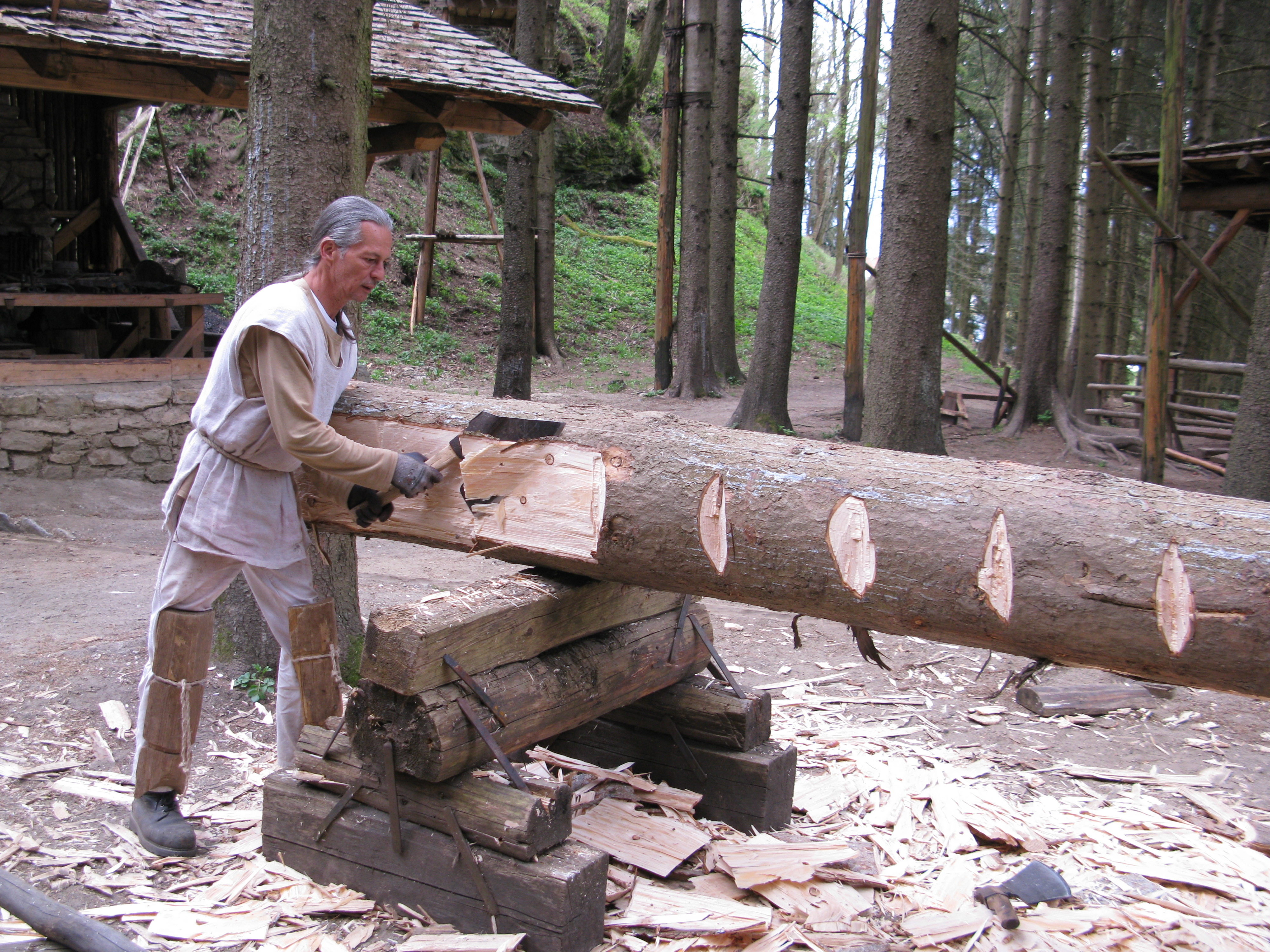
Ein Behauer arbeitet ein Kantholz für die Baustelle aus.
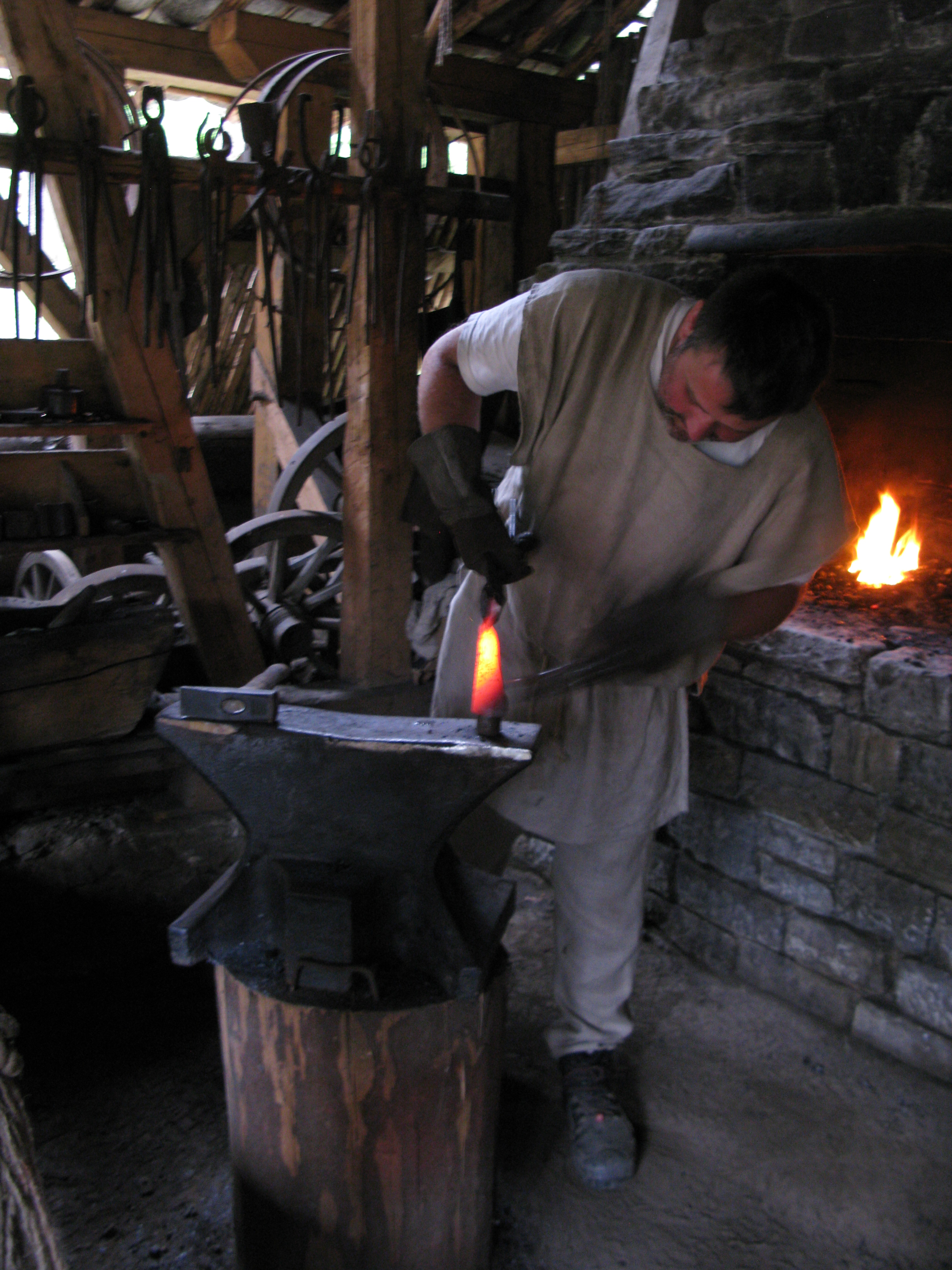
Ein Schmied beim Ausarbeiten eines Werkstückes.

## Die Burganlage
Die Burganlage ist als für den österreichischen Raum typische Höhenburg konzipiert, deren Errichtung in unterschiedliche Bauphasen unterteilt ist. Die Bauten lehnen sich dabei an historische Vorbilder aus Kärnten und dem umliegenden Alpen-Adria-Raum an. Im Zuge des Projektes entsteht eine mittelalterliche Burg in ihren unterschiedlichen Entstehungsphasen, die aus einem Wohnturm (im romanischen Stil), einem Wohngebäude mit Burgkapelle (im gotischen Stil), einem Eckturm, Wirtschaftsgebäuden, einem Garten sowie Ringmauern und einer Toranlage bestehen wird. Der Baubetrieb konzentriert sich gegenwärtig auf die Errichtung des auf um 1200 datierten romanischen Wohnturms, dessen Fundament bereits fertiggestellt wurde und an dessen erstem Geschoß (dem Kellergeschoß) gerade gemauert wird. Zur Burg, die den Namen Burg Siegfriedstein trägt, wurde eine mögliche Vorgeschichte anhand realer historischer Quellen konstruiert.

## Ziele
Im Zentrum des Projektes steht das Bauen an sich. Dabei soll herausgefunden werden, wie mit den Mitteln und dem Wissen des Mittelalters architektonische Leistungen wie etwa der Bau einer Burg möglich waren. Dabei wird vor allem Wert auf die Handwerkstradition gelegt, indem alte Techniken wiederbelebt und an Interessierte weitergegeben werden. Außerdem soll den Besuchern die Härte des mittelalterlichen Alltags veranschaulicht werden. Im Rahmen des Projektes werden Tourismus, Kultur, Arbeitsmarkt und Wissenschaft zu einem Gesamtvorhaben vereint.

## Struktur und Förderer
Das Projekt wird von der gemeinnützigen Burg Friesach Errichtungs-GmbH geführt, deren alleiniger Bauherr der Stadtrat Friesach ist. Dabei wird der Burgbau finanziell mit Förderungen durch die Europäische Union, den Staat Österreich, das Land Kärnten sowie das Arbeitsmarktservice (AMS) gestützt. Die wissenschaftliche Begleitung wird vom Institut für Geschichte der Universität Klagenfurt durchgeführt.

## Tourismus
Die Burgbaustelle ist in der Saison von April bis Oktober täglich für Besucher geöffnet, die an regelmäßigen Führungen durch die Baustelle mehrmals täglich teilnehmen können. Zusätzlich werden auch zahlreiche Workshops und Sonderprogramme für alle Alters- und Zielgruppen angeboten. Jährlich strömen tausende Besucher zur Baustelle, um das dortige mittelalterliche Handwerk zu erleben.